# فاتح أكسوي
فاتح أكسوي (بالتركية: Fatih Aksoy)‏ (6 نوفمبر 1997 في تركيا - ) هو لاعب كرة قدم تركي في مركز الدفاع. لعب مع نادي بشكتاش.

## وصلات خارجية
- فاتح أكسوي على موقع الاتحاد الأوربي (الإنجليزية)
- فاتح أكسوي على موقع اتحاد تركيا (لاعب) (الإنجليزية)
- فاتح أكسوي على موقع قاعدة بيانات كرة القدم.إي يو (الإنجليزية)
- فاتح أكسوي على موقع Soccerway.com (الإنجليزية)
- فاتح أكسوي على موقع عالم كرة القدم.نت (الإنجليزية)
- فاتح أكسوي على موقع AS.com (الإسبانية)